# Neotoma bryanti anthonyi
Neotoma bryanti anthonyi is een uitgestorven zoogdier uit de familie van de Cricetidae. De wetenschappelijke naam van de soort werd voor het eerst geldig gepubliceerd door J.A. Allen in 1898.

## Voorkomen
De soort kwam voor in Mexico.